# Stereocidaris microtuberculata
Stereocidaris microtuberculata is een zee-egel uit de familie Cidaridae.
De wetenschappelijke naam van de soort werd in 1898 gepubliceerd door Yoshiwara.